# Мувашаха
Мувашаха (шп. moaxaja; арап. موشٌح — muwashshaha или muwassaha, што значи „украшен појасом који је два пута опасан“) је посебна лирска песничка композиција карактеристична за арапску поезију муслиманске Шпаније. У студијама и уџбеницима ова арапска реч се налази транскрибована на различите начине на шпански језик: muvaššaha; muwaxaha, muwaschaha; moahaha; muguasaja.
Њен творац је Мукадам бен Муафа, који је живео крајем 9. и почетком 10. века и један је од најзначајнијих арапско-андалузијских песника. Мувашаха је била нова, особена песничка врста које се разликовала од врста класичне арапске поезије. Мувашаха је писана на књижевном арапском језику, међутим, обично је садржала једну строфу на народном арапском језику или чак на мосарапском језику којим је говорио романски живаљ који је живео у областима под арапском влашћу.